# Cumbres Borrascosas (telenovela de 1976)
Cumbres Borrascosas es una telenovela venezolana realizada en el año de 1976 por Venevisión. Es una adaptación hecha por la exitosa escritora cubana Delia Fiallo de la obra homónima original de la escritora inglesa Emily Brontë del año de 1847. Fue protagonizada por José Bardina, Elluz Peraza, Eduardo Serrano y Mary Soliani.

## Trama
Comienza en una noche lluviosa, cuando el señor Lockwood llega al lugar donde se encuentran la jovencita Cathy y el huraño Heathcliff, ya dentro de la casa Cathy le asigna un cuarto al visitante, ahí el señor Lockwood comienza a observar como la habitación está prácticamente en el olvido, posteriormente por la ventana repentinamente aparece un espectro de una mujer muy hermosa, Lockwood inmediatamente al percatarse de este acontecimiento sale horrorizado del cuarto y llega hasta la cocina, donde le comenta lo ocurrido a Nelly, la anciana ama de llaves, quien tranquilizando a Loockwodd comienza a narrarle una historia apasionante y cargada de grandes tragedias que comenzó hace 30 años. Treinta años atrás.
Al norte de Inglaterra viven los señores Felipe y María Earnshaw en la mansión conocida como Cumbres Borrascosas, la pareja tenían dos hijos Enrique y Catalina. Los Earnshaw una vez fueron una familia poderosa, pero ahora está arruinada. En uno de sus viajes, el señor Felipe trae a casa un niño pordiosero y propone criarlo en contra de la opinión de su mujer. Felipe le pone al pequeño el nombre de Heathcliff (el mismo nombre de su hijo mayor que falleció). Esto colma a María, quien se dedica a hacerle la vida imposible al muchacho. Al igual, Enrique tampoco soporta a Heathcliff, en cambio Catalina aprende a quererlo y el muchacho también adora a la bella niña. Al morir Felipe Earnshaw, María y Enrique niegan todo derecho a Heathcliff y éste queda desvalido, más esto no impide que siga unido a Catalina. Luego María fallece y Enrique queda como gran señor de Cumbres Borrascosas, se casa con Francisca, una mujer enfermiza. Catalina se enamora de Heathcliff y entre ellos surge una hermosa relación entre páramos y bosques. 
En una de sus andanzas, Catalina y Heathcliff deciden ir a espiar a la casa de los Linton, otra de las familias de gran poder económico, pero desgraciadamente son descubiertos por los perros guardianes y Heathcliff casi logra escapar no de esa manera Catalina la cual fue alcanzada, al ver esto Heathcliff decide detenerse por su amada, una vez capturados Catalina al ser identificada como miembro de la familia Earnshaw de inmediato le brindan atención y servicio. Heatchcliff es inmediatamente mandado al calabozo. Después de haber estado un buen tiempo en casa de los Linton, Catalina regresa a Cumbres Borrascosas y se da cuenta de que su hermano Enrique ha prohibido que Heathcliff se le acerque, así que ella ya casi no tiene contacto con Heathcliff y empieza a relacionarse más con Edgardo Linton, quien la visita muy seguido. 
Tiempo después nace Hareton, el cual es hijo de Enrique y Francisca, lamentablemente Francisca muere en el parto, al suceder esto Enrique se convierte en otro hombre y se da a la bebida, olvidándose totalmente de su hijo, la encargada de su hijo es el ama de llaves. Catalina ama a Heathcliff pero también ama el lujo y la buena vida, por eso cuando su millonario vecino se prenda de ella y le pide matrimonio ella acepta casarse con él, emocionada se lo cuenta a Nelly sin darse cuenta de que la ha escuchado Heathcliff , quien dolido y con el corazón hecho pedazos se marcha del pueblo. Durante los dos siguientes años Edgar y Catalina llevan una vida tranquila y normal, hasta que reaparece Heathcliff ahora algo más educado y con un buen dinero, pero lleno de sed de venganza, así que inmediatamente comienza a crear disturbios entre Edgardo y Catalina. 
Heathcliff se aprovecha del alcoholismo de Enrique y se apodera de Cumbres Borrascosas, además Isabel, la hermana de Edgardo se enamora de él y éste no deja pasar la oportunidad de usarla para fastidiar más a Edgardo y Catalina. Nelly y Catalina advirtieron a Isabel de que Heathcliff solo la quería por el factor económico, al darse cuenta de esto Heathcliff le propone matrimonio a Isabel y prácticamente la rapta. Después de un tiempo, Isabel muere al dar a luz un niño enfermizo, a su vez Catalina da a luz a una preciosa bebé a la que llaman Cathy, pero al igual que su cuñada Isabel, días después muere a consecuencia del parto. Edgardo se encuentra desilusionado y sin ánimos, el único motivo que lo mantiene con vida es su hija Cathy. Heathcliff no soporta la muerte de Catalina y la maldice perjurando que Catalina no podrá descansar en paz. Heathcliff se encierra en Cumbres Borrascosas llevando una vida de ermitaño dedicado a revivir su rencor. Años más tarde cuando muere Enrique, Cathy va a Cumbres Borrascosas, allí conoce al hijo de Heathcliff, que es un muchacho enfermo y ella se encariña con él y se ven en secreto, Heathcliff los sorprende y los encierra con intención de obligarlos a casarse y cumplir así su venganza contra ya un moribundo Edgardo Linton. Tiempo después muere Edgardo y también el hijo de Isabel, ahora Heathcliff es dueño de las tierras tanto de Earnshaw como de los Linton y obliga a Cathy a vivir con él, sin contar que entre ella y Hareton (el hijo de Enrique) nacerá un gran amor. 
El fantasma de Catalina no permitirá que Heathcliff destruya ese amor, aparece cada noche por Cumbres Borrascosas gritando con penuria ¡Heathcliff, Heathcliff déjame entrar!, déjame entrar! llevo veinte años penando por estos páramos y tengo frío! Heathcliff! déjame entrar! Ya en el presente El Señor Lockwood después de escuchar los gritos y ver al fantasma, describe ante Cathy y Heathcliff el rostro de la mujer en pena, Heathcliff comprende que se trata de Catalina e inmediatamente se dirige al cuarto donde se encontraba Lockwood, y allí ve al fantasma de Catalina, se conmueve y se le acerca. Al día siguiente misteriosamente aparece muerto sin ningún rastro. Ahora Cathy y Hareton son libres, ricos y viven juntos y felices para siempre en las Cumbres Borrascosas. Fin.

## Elenco
- José Bardina- Heathcliff[3]
- Elluz Peraza- Catalina
- Eduardo Serrano- Edgardo
- América Alonso- María
- Martín Lantigua- Enrique
- Caridad Canelón- Cathy
- Ivonne Attas
- Mary Soliani- Isabel
- Raúl Xiquez- José
- Eva Blanco- Nelly
- Humberto García- Lockwood
- Haydée Balza
- Henry Galué- Hareton

## Versiones
| Película                   | Obra       | Director        | Protagonistas                                                                      |
| -------------------------- | ---------- | --------------- | ---------------------------------------------------------------------------------- |
| Cumbres Borrascosas (1939) | Película   | William Wyler   | Laurence Olivier Merle Oberon                                                      |
| Abismos de pasión (1953)   | Película   | Luis Buñuel     | Jorge Mistral, Irasema Dilián, Lilia Prado, Ernesto Alonso y Luis Aceves Castañeda |
| Cumbres Borrascosas (1970) | Película   | Robert Fuest    | Timothy Dalton Anna Calder-Marshall                                                |
| Cumbres Borrascosas (1978) | Telenovela | Manolo Calvo    | Manuel López Ochoa Lorena Velázquez                                                |
| Cumbres Borrascosas (1977) | Miniserie  | Edgardo Borda   | Rodolfo Bebán Alicia Bruzzo Gianni Lunadei Carlos Andrés Calvo Susú Pecoraro       |
| Cumbres Borrascosas (1979) | Telenovela | Ernesto Alonso  | Gonzalo Vega Alma Muriel                                                           |
| Hurlevent (1985)           | Película   | Jacques Rivette | Lucas Belvaux Fabienne Babe                                                        |
| Cumbres Borrascosas (1992) | Película   | Peter Kosminsky | Juliette Binoche Ralph Fiennes                                                     |
| Cumbres Borrascosas (2003) | Película   | Suri Krishnamma | Erika Christensen Mike Vogel                                                       |

## Historia de la producción
Esta telenovela fue producida en la época en que en Venezuela comenzaba el fenómeno de la telenovela cultural. Las televisoras existentes en ese tiempo Radio Caracas Televisión y Cadena Venezolana de Televisión, presentaban las adaptaciones literarias de obras de la literatura nacional y universal, por lo que los ejecutivos de Venevisión encomendaron a la escritora de origen cubano Delia Fiallo versionar algún clásico literario. Fiallo aceptó el reto y escogió Cumbres Borrascosas, obra que le atraía por ser una novela romántica y gótica, de recursos narrativos adecuados. 
Fiallo exigió a la gerencia del canal televisivo versionarla a su manera para presentarla como telenovela, por lo cual introdujo cambios como el de la época victoriana de la trama a una contemporánea, agregó personajes y cambió hechos. La grabación de las escenas en exteriores fue realizada en la Colonia Tovar. La crítica hizo comentarios desfavorables y se hicieron burlas del hecho de que Delia Fiallo hiciera pasar la Colonia Tovar por el norte de Inglaterra. 
La telenovela fracasó, aunque para muchos fue un trabajo que conservó la esencia de la obra original. Otro punto en contra fue que la protagonista seleccionada era una actriz entonces debutante Elluz Peraza, quien había sido Miss Venezuela 1976 lo que impedía que se le tomase en serio como actriz; sin embargo, los productores se inclinaron por Elluz Peraza por ser muy famosa en su momento, pues después de haber obtenido el título de belleza, al día siguiente, renunció para casarse.(hecho que fue muy comentado por la prensa).